# Villa Las Rosas
Villa Las Rosas är en ort i Argentina.   Den ligger i provinsen Córdoba, i den centrala delen av landet, 700 km väster om huvudstaden Buenos Aires. Villa Las Rosas ligger 744 meter över havet och antalet invånare är 2 535.
Terrängen runt Villa Las Rosas är varierad, och sluttar västerut. Närmaste större samhälle är Villa Dolores, 12,8 km väster om Villa Las Rosas.
Omgivningarna runt Villa Las Rosas är i huvudsak ett öppet busklandskap. Runt Villa Las Rosas är det ganska glesbefolkat, med 34 invånare per kvadratkilometer.